# انگلبرت هومپردینک
انگلبرت هومپردینک (آلمانی: Engelbert Humperdinck؛ زاده ۱ سپتامبر ۱۸۵۴ درگذشته ۲۷ سپتامبر ۱۹۲۱) یک آهنگساز اهل آلمان بود.